# Cacaomassa

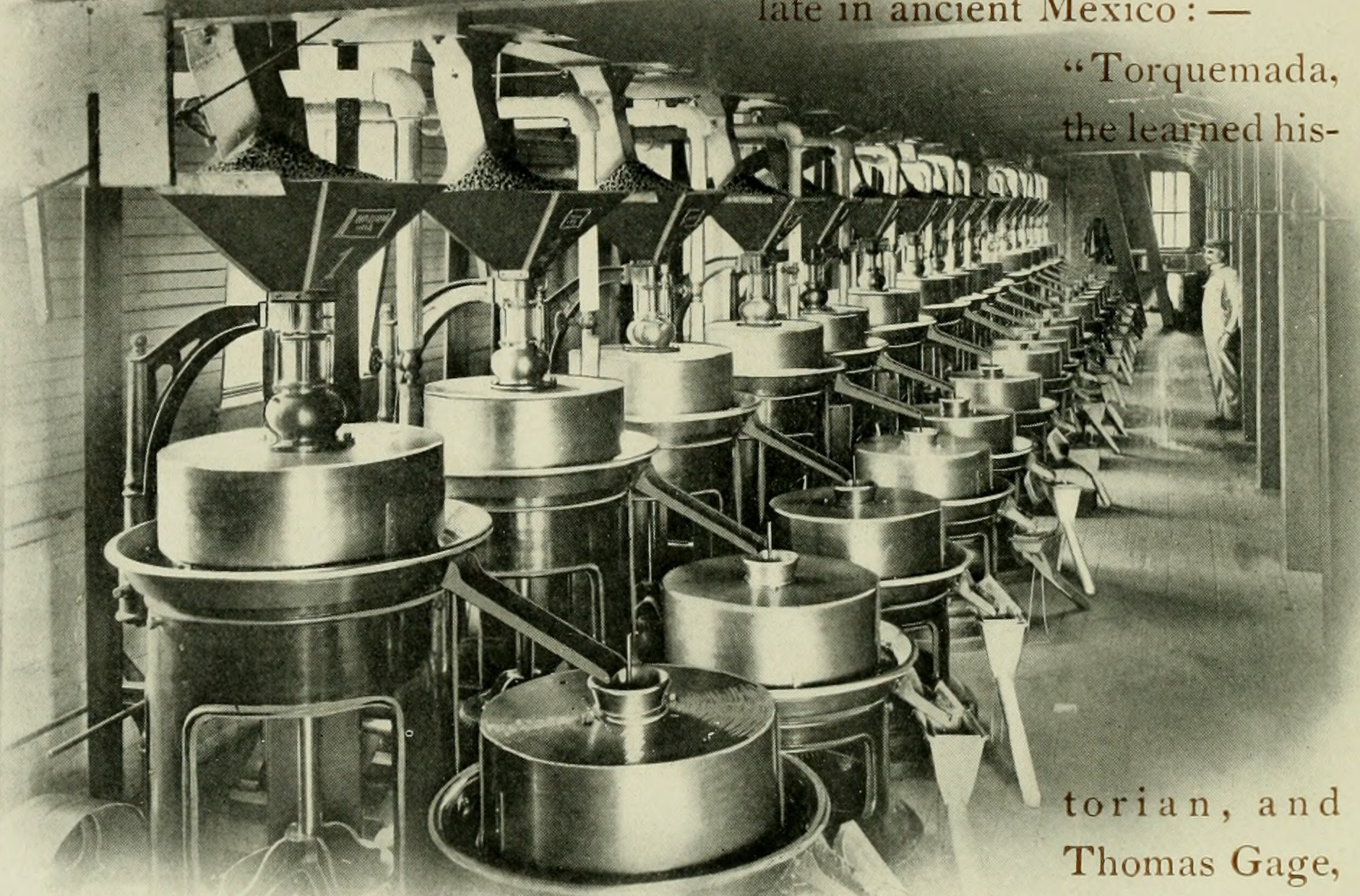
Cacaobonenmaalderij begin twintigste eeuw

Cacaomassa is een product dat wordt gewonnen uit cacaobonen, het zaad van de cacaoboom. Het is een belangrijke grondstof voor chocolade.

## Productieproces

### Samenvatting
Cacaobonen worden geteeld in tropische streken. De bonen worden in het land waar ze verbouwd zijn gefermenteerd en gedroogd. In een cacaofabriek die vaak in een ander werelddeel is gevestigd worden bonen van diverse oorsprong gemengd om de gewenste smaak en kwaliteit te bereiken. Daarna worden ze bij een temperatuur van 140°C geroosterd in draaiende trommels. Temperatuur en duur bepalen, tezamen met het voorafgaande fermenteerproces, voor een groot deel de uiteindelijke smaak van de cacao.
De geroosterde bonen gaan vervolgens door een breker. De dop breekt open en wordt weggeblazen zodat alleen de kern overblijft. De kernen worden in de cacaomolens fijngemalen tot een dikke pasta, de cacaomassa. Aan dit product kan cacaoboter onttrokken worden. De dikke, harde klomp die daarna overblijft wordt vermalen tot 'magere cacao' ofwel 'cacaopoeder'. Cacaomassa is dus de grondstof voor cacaopoeder, cacaoboter en chocolade.

### Gisting
De eerste stap in het productieproces is de gisting. Dit kan op verschillende manieren gebeuren.
Op kleinere schaal legt men de bonen in hopen en bedekt deze met bladeren van de bananenboom. Deze hopen kunnen 25 kg tot 2500 kg bonen bevatten. Soms legt men de bonen ook in manden. De meeste kwekers mixen hun bonen op de tweede of derde dag van gisting, enerzijds om meer homogeniteit te verkrijgen, anderzijds om meer zuurstof bij het proces te betrekken, teneinde lactaatvorming te vermijden.
In plantages of gisterijen worden de bonen en pulp verzameld in grote houten bakken, die 1 tot 2 ton bonen bevatten. Meestal zijn de bakken niet te hoog om een groot contactoppervlak te hebben met luchtzuurstof. Soms worden de bonen na een tijdje gisten in een andere bak gebracht, eveneens om redenen van zuurstoftoevoer. Op grote schaal laat men de bonen meestal langer gisten dan op kleine schaal.
Afhankelijk van de soort moet de massa twee tot acht dagen rusten. In een eerste fase komen er micro-organismen, voornamelijk gisten, in de pulp. Vermoedelijk zijn insecten zoals fruitvliegjes verantwoordelijk voor deze introducties. De temperatuur kan oplopen tot vijftig graden. De gist is er verantwoordelijk voor dat op de eerste dag de suiker in het vruchtvlees wordt omgezet in alcohol en koolstofdioxide. Ook lactaatvorming kan optreden, maar dat is funest voor de smaak en moet daarom vermeden worden, door genoeg zuurstof toe te dienen. Pectolytische enzymen en andere glycosidasen staan in voor de afbraak van de structuurgevende polysachariden. Het vruchtvlees wordt vloeibaar en spoelt weg. De extra zuurstof die beschikbaar komt leidt tot verdere oxidatie van de alcohol tot azijnzuur, voornamelijk van de tweede tot vierde dag. De daling van pH van ongeveer 6,5 tot 4,5 zorgt ervoor dat de celmembranen van de bonen meer permeabel worden. De cacaobonen verliezen hun kiempotentieel en het oxidatieproces begint nu ook binnen de bonen zelf. Van de vijfde tot de zevende gistingsdag zijn het vooral de fenolische componenten die geoxideerd en gecondenseerd worden. Deze zijn verantwoordelijk voor de typische kleur (roodbruin) van de gegiste cacaobonen. De daling in hoeveelheid opgeloste fenolen verbetert de oorspronkelijke sterke, wrange smaak. Het gistingsproces is zeer belangrijk voor het uiteindelijke aroma van de cacao, en moet daarom met zorg gebeuren. Vanzelfsprekend moet ook de groei van schadelijke micro-organismen worden voorkomen. De gisting van de cacao vindt meestal plaats in het land van productie.

### Drogen
Het gistingsproces wordt gestopt door het drogen van de zaden tot ze een vochtgehalte hebben van minder dan acht procent. Dit fysisch proces moet traag gebeuren. Indien het te snel gebeurt, worden sommige scheikundige reacties uit het gistingsproces maar half ‘afgewerkt’ wat funest is voor de uiteindelijke smaak. Er zijn twee droogmethodes: drogen in de zon en kunstmatig drogen. Voor het drogen in de zon worden de bonen gespreid over een droge, propere ondergrond. De bonen worden gedraaid om een uniforme droging te verzekeren. Drogen in de zon wordt weinig op industriële schaal gedaan. Kunstmatig drogen gebeurt voornamelijk met warme lucht.

### Branden
De gegiste en gedroogde cacao wordt naar de fabriek getransporteerd en daar verder verwerkt. De bonen worden gezuiverd en verzameld volgens grootte. Het is belangrijk dat de cacaobonen ongeveer gelijk worden gebrand. Het branden draagt bij tot de verdere oxidatie van de fenolen (belangrijk voor smaak) en het verder reduceren van het vochtgehalte, tot drie procent. Ook de eitjes en larven van ongedierte worden op deze manier vernietigd. Het aroma van de bonen wordt beter, de kleur dieper. Het zaad wordt hard en broos. De pel komt losser als gevolg van enzymologische en thermische reacties. Rijpheid, vochtgehalte, grootte en voorgaande verwerkingsstappen bepalen de mate van het roosteren. In het algemeen stijgt de temperatuur bij het roosteren niet boven 150 °C. Het roosteren zelf duurt 10 tot 35 minuten. Het hittetransport gebeurt direct via verwarmde oppervlakken of via warmeluchtstroom, zonder dat hierbij de pel van de bonen verbrand wordt. De bonen worden na het roosteren onmiddellijk gekoeld: op deze manier wordt het brandingproces volledig gestopt.

### Zeven
De geroosterde bonen worden na het branden bijna altijd gezeefd om de pel en de kiemworteltjes te verwijderen. Na het zeven krijgt men ongeveer 80 procent bonen, 10 procent pel, een kleine hoeveelheid kiemen en ongeveer 4 procent fijne cacaodeeltjes bij het 'afval'. De bonen zelf bevatten nog steeds anderhalf tot twee procent pel en kiemen. Hoewel de cacaoschil beschouwd wordt als afval van weinig waarde, kan het gebruikt worden voor verschillende doeleinden zoals het winnen van theobromine, als thee of, na de extractie van vet, als meststof of als brandstof. Wat algemeen beschouwd wordt als goede, pure cacao bevat maximaal 1,8% schilrestanten.

### Malen

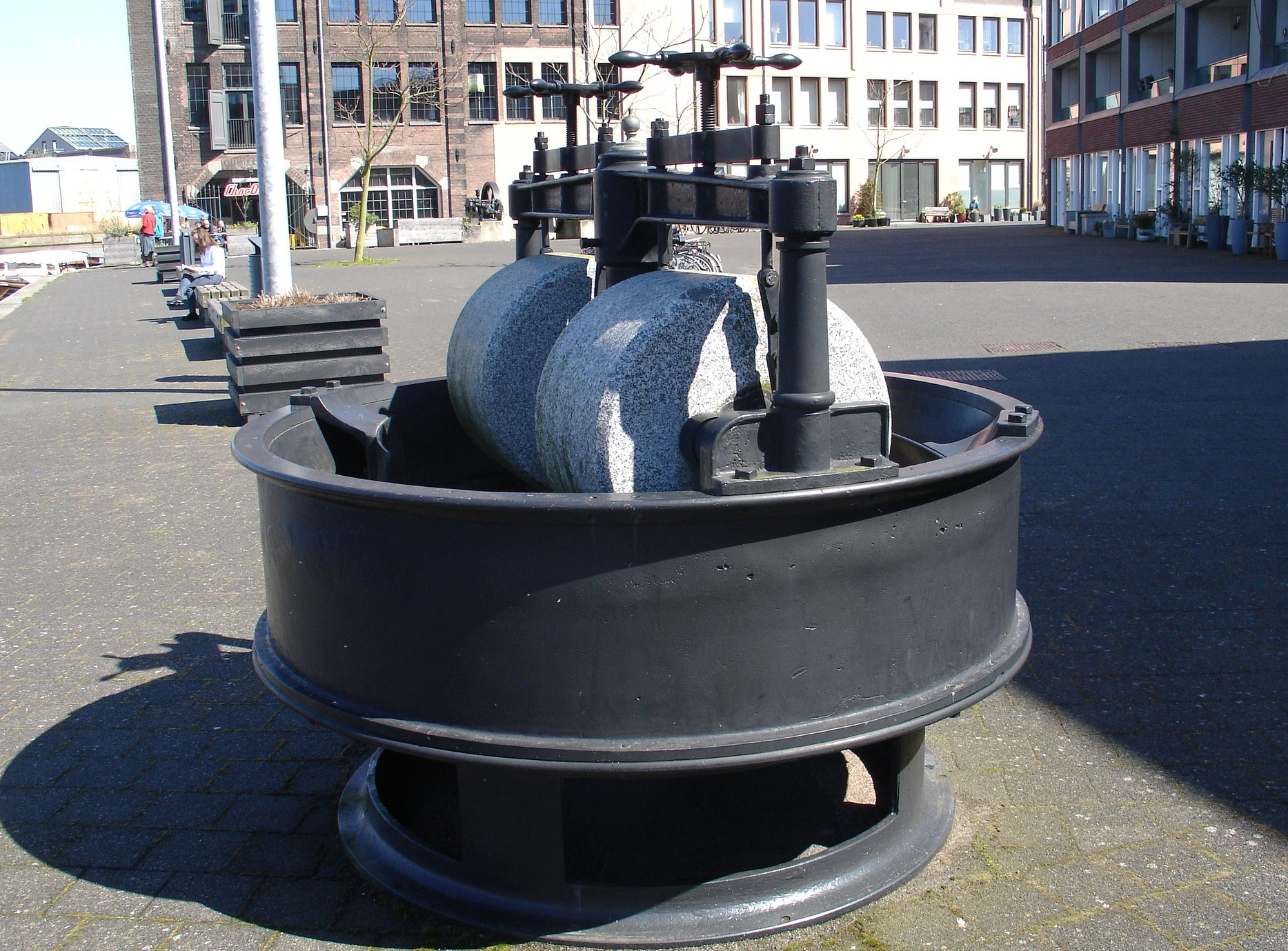
Machine om de bonen te malen

De cacaobonen worden nu gemalen. Er ontstaat een homogene, viskeuze cacaomassa. Deze massa wordt deels rechtstreeks gebruikt in de chocoladeproductie, anders wordt er cacaopoeder en cacaoboter van gemaakt.

### Persen: cacaoboter en cacaopoeder
Deze massa wordt nu onderworpen aan een alkalisatieproces. De bedoeling is om de smaak te verbeteren door gedeeltelijke neutralisatie van de vrije zuren, maar ook om de kleur, homogeniteit en suspensiecapaciteit te verbeteren. In het alkalisatieproces, geïntroduceerd in 1846 door Coenraad Johannes van Houten, wordt de cacaomassa behandeld met een waterige 2-2,5 % alkalische oplossing bij een temperatuur van 75 tot 100 °C. Daarna wordt het geheel, indien nodig, geneutraliseerd met zuur. Het geheel wordt gedroogd tot een vochtgehalte van 2% met behulp van een vacuümdroger of door het verder kneden van de massa boven 100 °C. Deze behandeling veroorzaakt een zwelling van zetmeel met als gevolg een sponzige en poreuze structuur van de cacaomassa. De gealkaliseerde cacaomassa bevat ongeveer 55% vet. Deze cacaoboter wordt met hydraulische persen uit de massa verwijderd. Dit gebeurt bij een druk van 400 tot 500 bar en een temperatuur van een kleine 100 °C. Er blijft een droge, keiharde chocoladekoek over, die weliswaar nog 10 tot 24 procent vet bevat. Deze wordt dan vermalen tot cacaopoeder. Het grootste deel van de cacaoboter wordt gebruikt in de productie van chocolade. Cacaopoeder met een laag vetgehalte wordt verwerkt in boterhambeleg en bakkerijproducten. Cacaopoeder met een hoog vetgehalte wordt onder andere gebruikt bij het vervaardigen van chocolademelk en consumptie-ijs.